# Klaus Murmann
Klaus H. Murmann (* 3. Januar 1932 in Dortmund; † 13. Oktober 2014 in Kiel) war ein deutscher Unternehmer und von 1986 bis 1996 Präsident der Bundesvereinigung der Deutschen Arbeitgeberverbände e. V. (BDA). Er war zudem größter Kapitalgeber des Studienförderwerks Klaus Murmann der Stiftung der Deutschen Wirtschaft sowie Stifter und Namensgeber für die in Public-Private-Partnership gegründete Murmann School of Global Management and Economics.

## Leben
Murmann lebte seit 1953 in Kiel. Sein Vater war dort als Gesellschafter bei der J. P. Sauer & Sohn und als Fabrikant von Schiffskompressoren (Wilhelm Poppe GmbH, Kiel-Friedrichsort) tätig. Er studierte Rechtswissenschaften an der Universität Bonn und an der Christian-Albrechts-Universität zu Kiel, aber auch während eines Aufenthalts in den Vereinigten Staaten mit einem Stipendium des Fulbright-Programms an der Harvard Law School und an der Sorbonne in Paris. Am Dickinson College in Carlisle, Pennsylvania, erwarb er einen Bachelor of Arts. An der Universität in Kiel absolvierte er seine Erste Juristische Staatsprüfung. Von 1956 bis 1959 war er Referendar bei Gerichten und Behörden in Schleswig-Holstein. 1959 legte er seine Zweite Juristische Staatsprüfung am Oberlandesgericht Hamburg ab. 1957 wurde er an der Universität Kiel mit einer Arbeit zum Vergleich der Europäischen Gemeinschaft für Kohle und Stahl mit der US-amerikanischen Interstate Commerce Commission zum Doktor der Rechte promoviert.
Klaus Murmann war seit 1959 mit der Medizinerin Hannelore Murmann verheiratet. Das Ehepaar hat fünf Kinder. Die Tochter Ulrike (* 1961), eine promovierte evangelische Theologin, ist seit 2004 Hauptpastorin und Pröpstin in Hamburg. Sein jüngster Sohn ist der Verleger Sven Murmann (* 1967). Sein Bruder Dieter war und sein Neffe Philipp Murmann ist ebenfalls Unternehmer und CDU-Politiker.

## Unternehmerisches Wirken
Ab 1959 war Murmann selbst als Geschäftsführer bei J. P. Sauer & Sohn tätig. Im Jahre 1969 übernahm er von seinem Vater eine US-amerikanische Lizenz zur Fertigung hydrostatischer Getriebe und begann in Neumünster die Sauer Getriebe KG aufzubauen. Das Unternehmen wurde 1982 in eine Aktiengesellschaft umgewandelt und entwickelte sich zum Marktführer für hydrostatische Getriebe in Europa. 1987 wurde die Sauer Getriebe KG mit dem branchengleichen Teil der Sundstrand-Gruppe zusammengelegt. Im Laufe der folgenden Jahre wurde die Sauer-Sundstrand-Gruppe durch die deutschen Gesellschafter zurückgekauft und in einer Holdinggesellschaft zusammengefasst, an der Murmann und seine Familie mehrheitlich beteiligt sind. Murmann selbst war Vorstandsvorsitzender.
Nachdem die Unternehmensgruppe im Jahr 2000 mit dem dänischen Unternehmen Danfoss fusionierte, fungierte er bis 2008 als Director und Chairman des neu entstandenen Unternehmens Sauer-Danfoss (seit 2004 „Chairman Emeritus“).

## Allgemein- und verbandspolitisches Wirken
In Kiel hatte Murmann von 1957 bis 1967 für die CDU einen Sitz im Stadtrat inne. Ab 1975 war er Vorsitzender des Unternehmerverbandes Rendsburg/Neumünster. Ebenfalls 1975 wurde er Vorsitzender der Landesvertretung des Bundesverbandes der Deutschen Industrie (BDI) Schleswig-Holstein und Vorsitzender der Vereinigung der Schleswig-Holsteinischen Unternehmensverbände. Seit 1976 war er Mitglied des Präsidiums bei der Bundesvereinigung Deutscher Arbeitgeberverbände.
1985 wurde er als Nachfolger von Otto Esser als Präsident der Bundesvereinigung der Deutschen Arbeitgeberverbände e. V. (BDA) nominiert. Er übernahm kurz nach der Nominierung den Posten eines Vizepräsidenten und wurde 1986 zum Präsidenten gewählt. Nach seiner Ablösung durch Dieter Hundt im Jahr 1996 wurde er mit dem Titel des Ehrenpräsidenten ausgezeichnet. Von 1992 bis 1996 war er zudem Vizepräsident der Union der Europäischen Industrie- und Arbeitgeberverbände (UNICE).

## Murmann School of Global Management and Economics

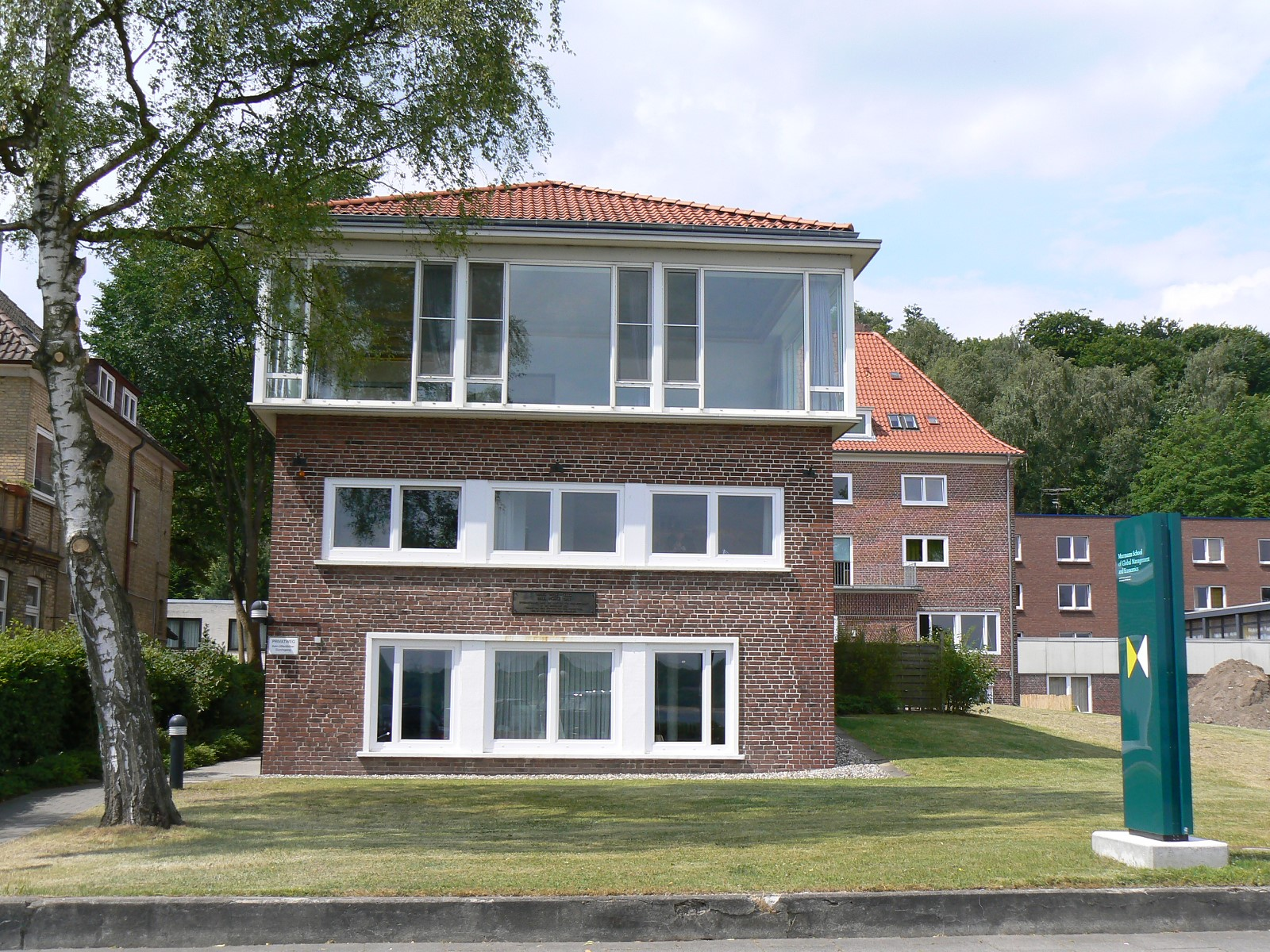
Die Murmann School vom Hindenburgufer aus gesehen

Die Murmann School war eine gemeinsame Initiative des Unternehmers Klaus Murmann, des Instituts für Weltwirtschaft in Kiel sowie der Christian-Albrechts-Universität zu Kiel. Das Konzept wurde von der Landesregierung Schleswig-Holstein unterstützt.
Die im Oktober 2006 gegründete Murmann School of Global Management and Economics sollte im Spätsommer 2007 ihren Lehrbetrieb aufnehmen und wollte sich nach eigenen Angaben mit der Lehre und Forschung im Bereich der globalen Wirtschaft befassen.
Am 30. September 2008 wurde die beabsichtigte Schließung bekannt gegeben. Als Gründe wurden geringe Marktchancen für den Studiengang durch ähnliche Angebote renommierter Hochschulen, die Finanzkrise sowie Schwierigkeiten bei der Besetzung der Professuren genannt.

## Segelsport
Klaus Murmann betrieb viele Jahre aktiv Segelsport. Als Mitglied des Kieler Yacht-Clubs (KYC) engagierte er sich mit mehreren Regattayachten, die alle UCA hießen, bei großen internationalen Segelregatten. Seine Maxi-Yacht UCA nahm unter seiner Führung 2003 erfolgreich an der Transatlanticregatta DaimlerChrysler North Atlantic Challenge (DCNAC) teil.
Mit der UCA hielt er seit dem Jahr 2000 den Segelrekord für die Regatta Skagen Rund. Im Jahr 2005 erreichte die neue UCA den Segelrekord für die Strecke Mallorca Rund.

## Ehrungen und Auszeichnungen
- 1982: Verdienstkreuz 1. Klasse des Verdienstordens der Bundesrepublik Deutschland
- 1992: Großes Verdienstkreuz mit Stern des Verdienstordens der Bundesrepublik Deutschland
- 1997: Schulterband zum Verdienstkreuz mit Stern des Verdienstordens der Bundesrepublik Deutschland
- 2004: Ehrendoktorwürde der Christian-Albrechts-Universität zu Kiel[11]
- 2004: Ehrendoktorwürde der Universität Leipzig[12]
- 2007: Ehrenprofessur des Landes Schleswig-Holstein[13]
- 2007: Andreas-Gayk-Medaille für seine außergewöhnlichen Verdienste um die Stadt Kiel[14]
- 2010: Ehrenvorsitzender der Stiftung der Deutschen Wirtschaft[13]
- 2011: Ehrenbürger der Christian-Albrechts-Universität zu Kiel[15]